# سيدني جونز (سياسي)
سيدني جونز (بالإنجليزية: Charles Sydney Jones)‏ هو سياسي بريطاني (وحمل سابقاً جنسية المملكة المتحدة لبريطانيا العظمى وأيرلندا)، ولد في 7 فبراير 1872، وتوفي في 16 فبراير 1947. حزبياً، نشط في الحزب الليبرالي. في الانتخابات العامة في المملكة المتحدة 1923 ‏، انتخب عضو برلمان المملكة المتحدة الـ33 عن دائرة ليفربول دربي الغربية (6 ديسمبر 1923 – 9 أكتوبر 1924).